# Saint-Brieuc-de-Mauron
 Saint-Brieuc-de-Mauron  (en bretón Sant-Brieg-Maoron) es una población y comuna francesa, situada en la región de Bretaña, departamento de Morbihan, en el distrito de Vannes y cantón de Mauron.

## Demografía
| 519 | 461 | 371 | 359 | 336 | 332 |
| Para los censos de 1962 a 1999 la población legal corresponde a la población sin duplicidades (Fuente: INSEE [Consultar]) |     |     |     |     |     |